# Einödsbach

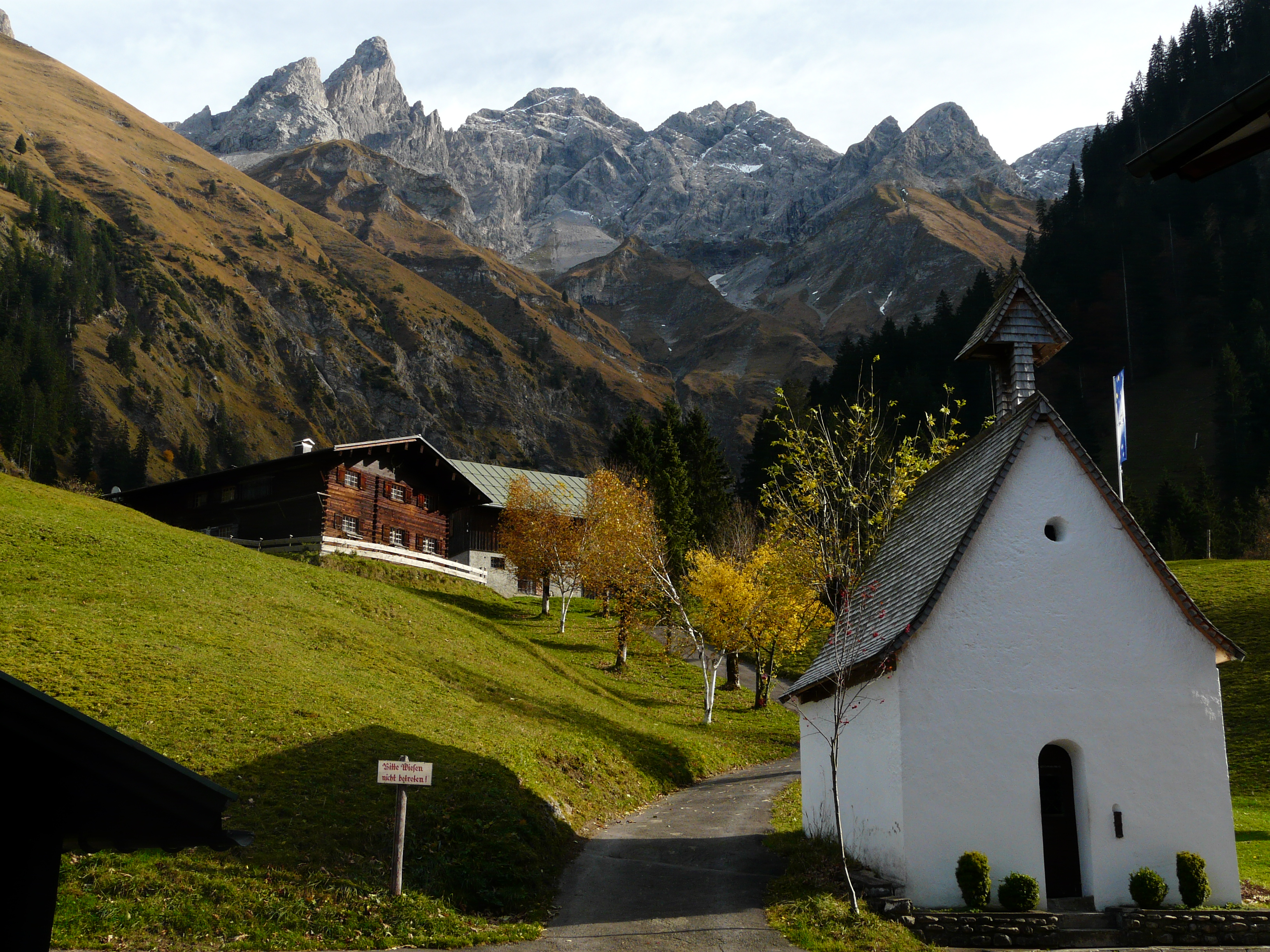
Kapelle St. Katharina mit Trettachspitze und Mädelegabel im Oktober 2013

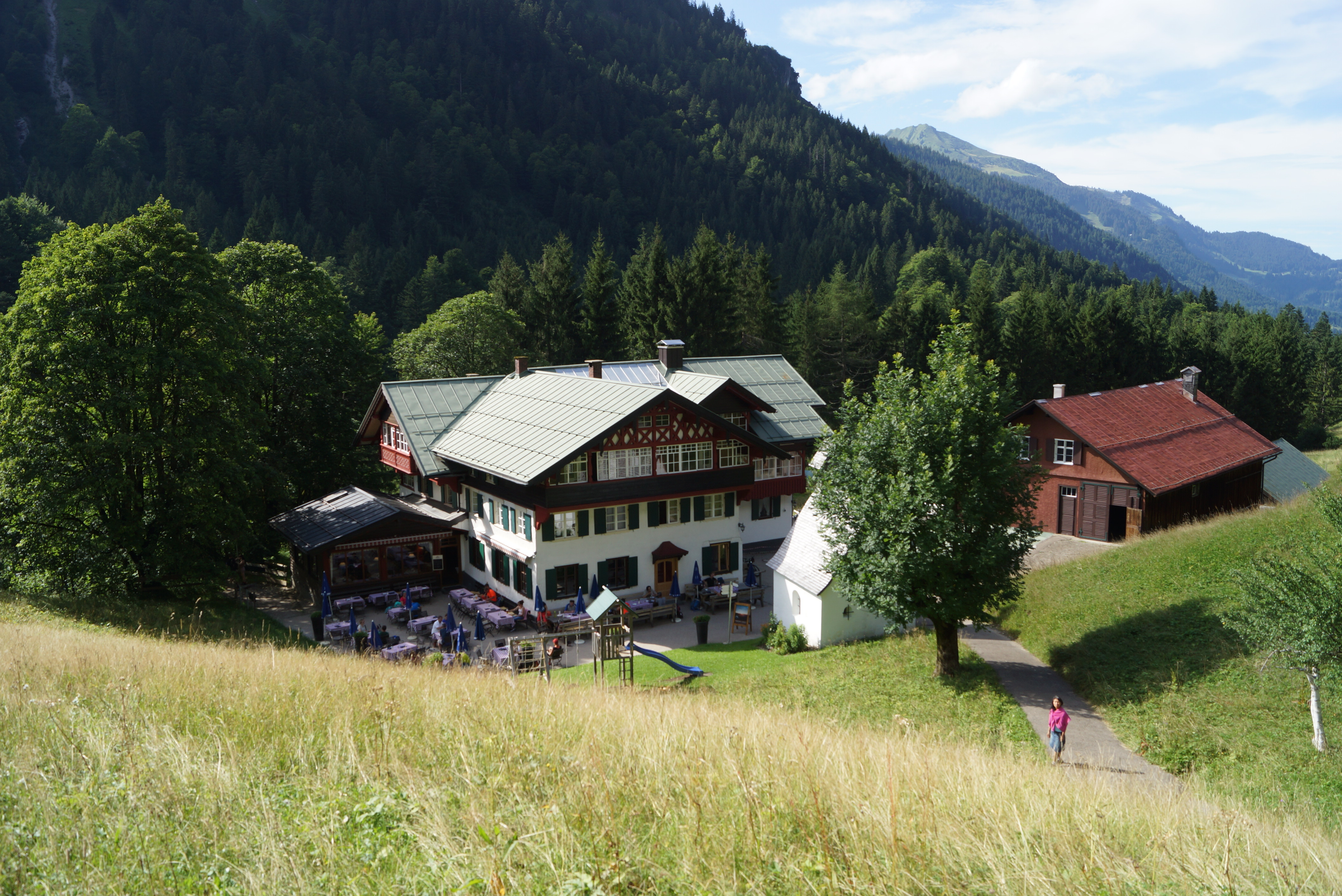
Gasthof Einödsbach vom südöstlich liegenden Hang im Juli 2017

Einödsbach ist ein Gemeindeteil des Marktes Oberstdorf im schwäbischen Landkreis Oberallgäu in Bayern.

## Geografie
Die Einöde liegt am Ende des Stillachtals auf 1113 m Höhe und besteht aus drei Häusern sowie der Kapelle St. Katharina aus dem 17. Jahrhundert. Von Einödsbach zweigt nach Südwesten das Rappenalptal ab, nach Osten geht es durch das Bacherloch zum Waltenbergerhaus.

## Geschichte
Eine Besiedlung ist für das Jahr 1613 sicher nachweisbar. Heute ist nur noch das ganzjährig bewirtschaftete Gasthaus mit Beherbergungsmöglichkeiten bewohnt. Damit ist Einödsbach der südlichste ständig bewohnte Ort Deutschlands. Die Entfernung nach Oberstdorf beträgt circa zwölf Kilometer. Das Haldenwanger Eck, der südlichste Punkt Deutschlands, liegt 8,3 Kilometer südwestlich von Einödsbach.
Die Volkszählung vom 25. Mai 1987 weist für Einödsbach zehn Einwohner in zwei Wohngebäuden mit jeweils einer Wohnung nach. Damit wird Einödsbach nicht mehr als Weiler (mindestens drei Wohngebäude), sondern als Einzelsiedlung klassifiziert.

## Baudenkmäler
Siehe: Liste der Baudenkmäler in Einödsbach